# Caso Alyne Pimentel vs. Brasil
Caso Alyne Pimentel vs. Brasil trata-se do primeiro caso de condenação do Estado brasileiro no Sistema Global de Direitos Humanos envolvendo denúncia sobre mortalidade materna.
Alyne da Silva Pimentel Teixeira era uma mulher afrodescendente de 28 anos, moradora da cidade de Belford Roxo, no estado do Rio de Janeiro. Em 11 de novembro de 2002, Alyne, que encontrava-se no sexto mês de gestação, procurou a assistência da rede pública de saúde por conta de náuseas e de fortes dores abdominais. Durante o atendimento, a mulher recebeu analgésicos e foi liberada para voltar para casa. Todavia, nos dois dias seguintes, os seus sintomas se agravaram, tendo ela retornado à unidade de saúde em 13 de novembro.
Realizados os exames, foi constatada a morte do feto. Alyne Pimentel foi  então submetida a um exame de ultrassonografia e, posteriormente, informada de que teria o parto induzido para a retirada do feto morto, todavia, o parto normal não foi bem-sucedido. Após 14 horas de espera, Alyne foi submetida a uma cirurgia para a retirada dos restos dos restos da placenta foi realizada.
Em 15 de novembro de 2002, a condição clínica de Alyne tinha piorado, diante disso, foi indicada a transferência para um hospital em outro município. Depois de oito horas de espera por uma ambulância, Alyne foi transferida para o Hospital Geral de Nova Iguaçu, com hemorragia e sinais de coma. Neste segundo hospital, a jovem passou várias horas no corredor por falta de leito na emergência. Em 16 de novembro, acabou falecendo em decorrência de hemorragia digestiva resultante do parto do feto morto. Um processo cível foi aberto no ano de 2003, mas levou cerca de dez anos para ser julgado no juízo da primeira instância.
Em 2007, diante da morosidade da Justiça, por meio da organização global Center for Reproductive Rights (Centro pelos Direitos Reprodutivos), o caso apresentado ao Comitê da Convenção para a Eliminação de Todas as Formas de Discriminação contra as Mulheres (Cedaw), órgão ligado à ONU.
Em resposta ao comitê, o Estado brasileiro contestou que a morte de Alyne Pimentel teria se dado por complicações maternas, baseando-se na conclusão do Comitê de Mortalidade Materna do Rio de Janeiro que investigou o caso e apontou uma hemorragia digestiva como a real causa do falecimento. Em relação aos atrasos no processo judicial, argumentou que estavam sendo cumpridas todas as medidas cabíveis e que a decisão final sobre o assunto era esperada até julho de 2008. Todavia, a primeira a sentença só veio a ser proferida no ano de 2013.
Em 2011, o Comitê CEDAW responsabilizou o Estado brasileiro pela morte de Alyne Pimentel, por não terem sido assegurados serviços apropriados à sua condição de gestante, considerou ainda que a jovem sofreu múltipla discriminação por ser afrodescendente e por sua condição econômica e que o país falhou em oferecer uma proteção judicial efetiva e remédios legais adequados. Diante disso, o Comitê recomendou ao país que a família fosse indenizada e que fossem tomadas medidas contra a violência obstétrica, certificando-se de aplicar sanções a profissionais de saúde que violem os direitos reprodutivos das mulheres.